# غوتيري-مونيوث
بلدية غوتيري-مونيوث (بالإسبانية: Gutierre-Muñoz) هي بلدية تقع في مقاطعة آبلة التابعة لمنطقة قشتالة وليون وسط إسبانيا.

## الديموغرافيا
يبلغ عدد سكان بلدية غوتيري-مونيوث 83 نسمة عام 2011 (وفقاً للمعهد الوطني للإحصاء الإسباني).
| 137 | 134 | 127 | 119 | 116 | 100 | 83 |